# Classe Coventry
La classe Coventry est une classe de frégates de sixième rang de 28 canons de la Royal Navy. Principalement en service pendant la guerre de Sept Ans et la guerre d'Indépendance américaine, elles sont conçues en 1756 par l'arpenteur de Marine britannique Thomas Slade, qui s'inspire largement du HMS Tartar alors considéré comme un exemple parmi les petites frégates en raison de sa vitesse et de sa maniabilité. Les années 1750 sont une période d'expérimentation considérable dans la conception des navires, et Slade autorise les constructeurs à effectuer « toutes les modifications intérieures jugées nécessaires » lors de la construction finale.

## Histoire
Au total, douze frégates classe Coventry sont construites pendant la guerre de Sept Ans, toutes en chêne. Onze d'entre elles sont commandées à des chantiers navals privés et construites sur une période relativement courte de trois ans; la douzième est achevée après la fin de la guerre dans un chantier naval royal après la faillite de son entrepreneur d'origine.
Une variante est conçue avec des coques en sapin plutôt qu'en chêne; cinq navires sont construits selon ce modèle, tous dans les chantiers royaux. Ces cinq navires diffèrent en apparence des frégates en chêne de par leurs poupes carrées. Remplacer le chêne par du sapin permit d'accélérer la construction mais réduisit fortement la durabilité de ce type de frégate.
En octobre 1792 deux autres navires en chêne de classe Coventry sont commandés par contrat. L'un d'eux est annulé un an plus tard à la suite de la faillite de son constructeur.

## Navires de classeCoventry

### Première série
- HMS Coventry (1757)
- HMS Lizard (1757) (en)
- HMS Liverpool (1758) (en)
- HMS Maidstone (1758)

### Deuxième série
La seconde série fut composée de cinq navire à coques de sapin.
- HMS Boreas (1757) (en)
- HMS Hussar (1757) (en)
- HMS Shannon (1757) (en)
- HMS Trent (1757) (en)
- HMS Actaeon (1757) (en)

### Troisième série
La troisième série fut composée de neuf navires à coques de chêne.
- HMS Active (1758) (en)
- HMS Aquilon (1758) (en)
- HMS Cerberus (1758) (en)
- HMS Griffin (1758) (en)
- HMS Levant (1758)
- HMS Argo (1758) (en)
- HMS Milford (1759) (en)
- HMS Guadeloupe (1763) (en)
- HMS Carysfort (1766)

### Quatrième série
La quatrième et dernière série de navire classe Coventry est composée de deux commandes passées en 1782 pour deux navires à coques de chêne: le HMS Hind et le Laurel. Le Laurel est abandonné en 1783 à la suite de la faillite de son constructeur. Le Hind est lancé en 1785.